# Gustav Adolf Vodel
Gustav Adolf Vodel (* 6. Mai 1831 in Grünhain; † 5. August 1908 in Blasewitz) war ein deutscher Jurist und konservativer Politiker im Königreich Sachsen. Er war Abgeordneter des Sächsischen Landtags.

## Leben und Wirken
Der Sohn eines Postverwalters studierte nach Besuch der Volksschule ab Oktober 1850 an der Universität Leipzig die Rechtswissenschaften. Im Oktober 1856 trat er in den königlich sächsischen Staatsdienst ein. Nach einem Referendariat im Bezirksgericht Annaberg wurde er 1866 zum Gerichtsamtmann in Burgstädt berufen. 1868 wurde er nach Bautzen versetzt. Nach einem Intermezzo als Regierungsrat in der Kreisdirektion Leipzig, wurde er 1874 zum Amtshauptmann von Schwarzenberg ernannt, jedoch bereits 1877 nach Zwickau versetzt. Im 20. städtischen Wahlkreis wurde er 1875 in einer Nachwahl, die nach dem Tod von Carl Eduard Mannsfeld notwendig geworden war, in die II. Kammer des Sächsischen Landtags gewählt, der er bis 1880 angehörte. Er scheint aber nur am Landtag 1877/78 teilgenommen zu haben. Nachdem er im Dezember 1880 zum Vortragenden Rat und Geheimen Regierungsrat im sächsischen Innenministerium ernannt worden war, legte er sein Landtagsmandat nieder. In einer Nachwahl wurde der Unternehmer Adolph Lange zu seinem Nachfolger bestimmt.
Im November 1885 übernahm er den Vorsitz über die Schiedsgerichte für die Betriebe der Sächsischen Staatsbahnen, die Betriebe der Post- und Telegraphenverwaltung, die Sektion VII der Knappschafts-Berufsgenossenschaft, die Sektion IV der Berufsgenossenschaft der Gas- und Wasserwerke, die Sächsische Textil-Berufsgenossenschaft sowie die Sächsische-Holz-Berufsgenossenschaft. Im Innenministerium wurde er im April 1892 zum Geheimen Rat ernannt und zum Vorstand der I. Abteilung befördert. Im Juli 1893 übernahm er den Direktorenposten über die III. Abteilung des Ministeriums. 1897 wurde ihm von der Universität Leipzig der Ehrendoktortitel verliehen.
Er war Vertreter der Bevollmächtigten des Königreichs Sachsen im Bundesrat und Vorsitzender des Landesversicherungsamtes. Ab 1892 war er Mitglied des Kompetenzgerichtshofs und ab 1897 Mitglied des Disziplinarhofes. Von Dezember 1880 bis zu seiner Pensionierung im Januar 1903 war er Regierungskommissar beim Landwirtschaftlichen Kreditverein, anschließend bis zu seinem Tod Vorsitzender des Verwaltungsrats des Vereins. Vodel verstarb 1908 in Blasewitz bei Dresden und wurde auf dem Trinitatisfriedhof beigesetzt.

## Ehrungen
Für seine Unterstützung des Eisenbahnbaus nach Johanngeorgenstadt wurde er dort 1880 mit der Ehrenbürgerschaft geehrt. Auch in Grünhain und Hartenstein war er Ehrenbürger. 1897 wurde er zum Dr. phil. h. c. ernannt.